# Jondal
Jondal est une kommune de Norvège. Elle est située dans le comté de Hordaland.